# Бікенсфілд (Айова)
Бікенсфілд (англ. Beaconsfield) — місто (англ. city) в США, в окрузі Рінгголд штату Айова. Населення — 15 осіб (2010).

## Географія
Бікенсфілд розташований за координатами 40°48′26″ пн. ш. 94°3′3″ зх. д. / 40.80722° пн. ш. 94.05083° зх. д. (40.807223, -94.050825).  За даними Бюро перепису населення США в 2010 році місто мало площу 1,86 км², з яких 1,86 км² — суходіл та 0,00 км² — водойми.

## Демографія
Згідно з переписом 2010 року, у місті мешкало 15 осіб у 8 домогосподарствах у складі 5 родин. Густота населення становила 8 осіб/км².  Було 14 помешкання (8/км²).
Расовий склад населення:
| - 100,0 % — білих |

До двох чи більше рас належало 0,0 %. Частка іспаномовних становила 0,0 % від усіх жителів.
За віковим діапазоном населення розподілялося таким чином: 0,0 % — особи молодші 18 років, 60,0 % — особи у віці 18—64 років, 40,0 % — особи у віці 65 років та старші. Медіана віку мешканця становила 55,5 року. На 100 осіб жіночої статі у місті припадало 87,5 чоловіків;  на 100 жінок у віці від 18 років та старших — 87,5 чоловіків також старших 18 років.
Цивільне працевлаштоване населення становило 2 особи. Основні галузі зайнятості: виробництво — 100,0 %.